# Potentilla sterilis
Potentilla sterilis é uma espécie de planta com flor pertencente à família Rosaceae. 
A autoridade científica da espécie é (L.) Garcke, tendo sido publicada em Flora von Nord- und Mittel-Deutschland (ed. 4) 112. 1858.

## Portugal
Trata-se de uma espécie presente no território português, nomeadamente em Portugal Continental.
Em termos de naturalidade é nativa da região atrás indicada.

## Protecção
Não se encontra protegida por legislação portuguesa ou da Comunidade Europeia.